# Skalní zeď

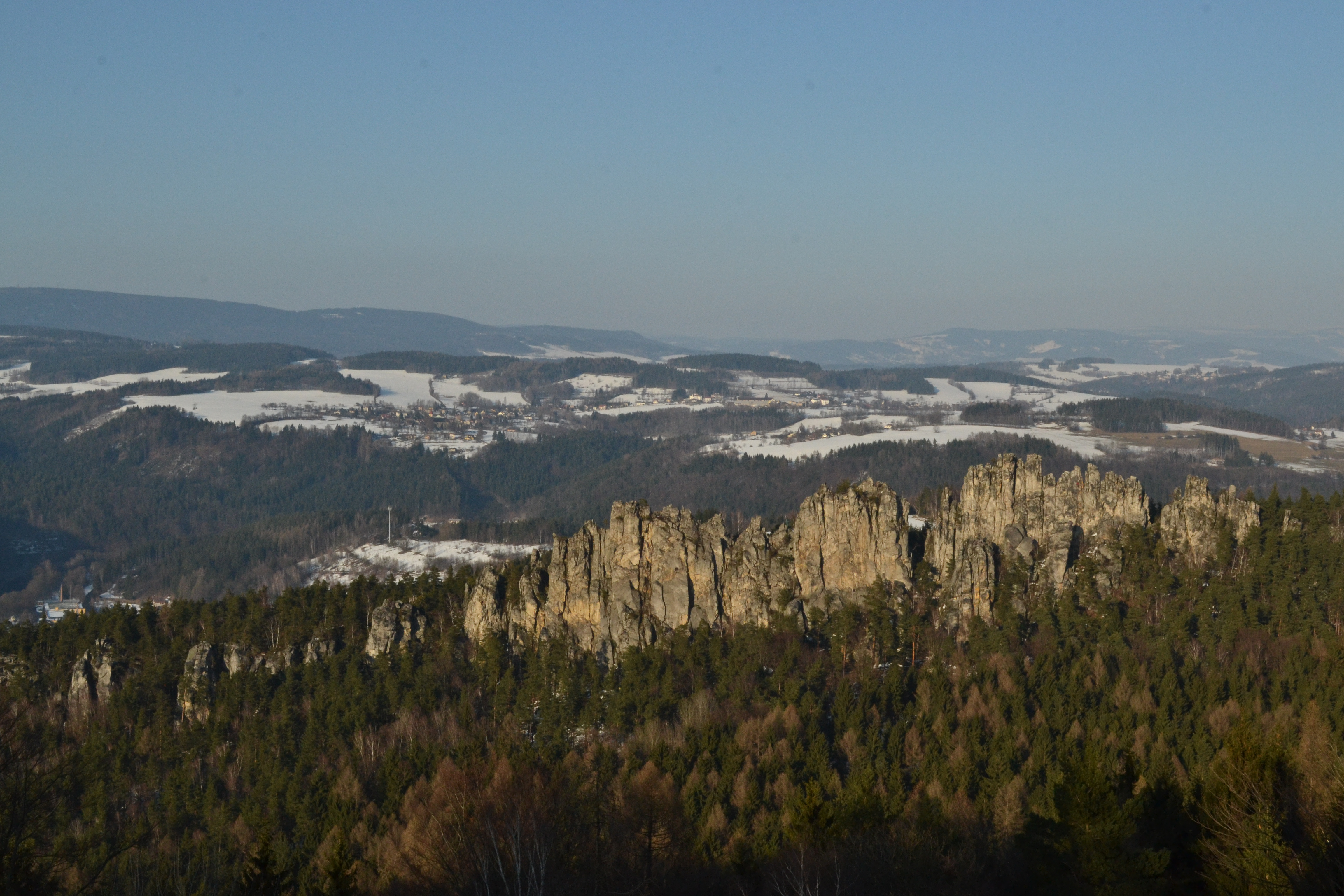
Suché skály, pískovcová skalní zeď na levém břehu Jizery u Malé Skály

Skalní zeď je geomorfologický termín označující skalní tělesa ve tvaru zdi. Skalní zdi se podle původu hornin, z nichž jsou utvořeny, dělí na endogenní a exogenní. Zatímco endogenní zdi vznikly v důsledku proniknutí magmatu do vertikálních či strmých puklin, exogenní byly utvořeny uložením sedimentárních hornin. Nad povrchem se tyto zdi tyčí buď proto, že měkčí horniny byly postupně z jejich okolí odneseny v důsledku eroze a následných denudačních procesů, nebo že v dané lokalitě došlo k tektonickému vyzdvižení sedimentárních souvrství s odolnějšími polohami hornin. Z odborného hlediska mají skalní zdi význam pro studium starých zlomů v tektonických deskách a procesů vývoje zemského reliéfu.

## Výskyt
Skalní zdi jsou obvykle tvořeny neovulkanickými nebo sedimentárními horninami, výskyt tvarů krystalinického původu je vzácný.

### V českých zemích
Pozoruhodné ukázky skalních zdí obou typů, tj. endogenního i exogenního původu, se nacházejí na území Libereckého kraje. Jednou z nejznámějších je národní přírodní památka Čertova zeď, která se nachází v okrese Liberec na katastrálních územích Kotel a Smržov u Českého Dubu v prostoru mezi vesnicemi Zábrdí, Kotel a Smržov. Tato zeď, tvořená sloupci vodorovně uloženého olivinického nefelinitu, je široká dva až čtyři metry a původně dosahovala výšky až dvaceti metrů. Čedičovou žílu, která směřuje od úpatí Ještědského hřbetu k jihozápadu, lze v terénu vysledovat v délce zhruba 12 km. Většina této skalní zdi však byla v minulosti odtěžena a předmětem ochrany tak jsou jen její nepatrné zbytky. 

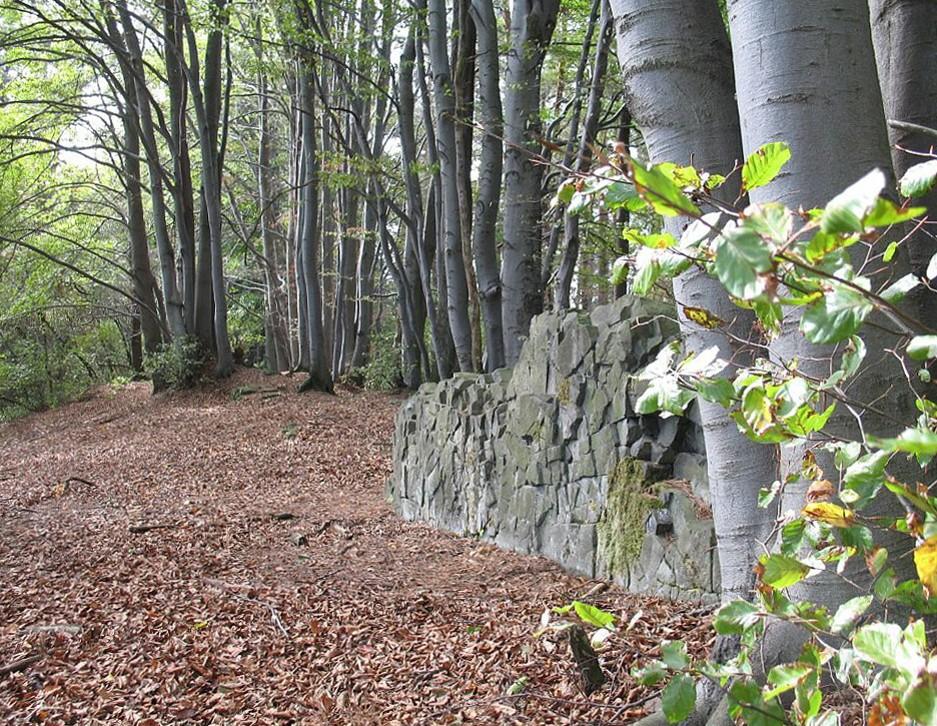
Zbytky Čertovy zdi u Osečné

Podobnou, avšak menší ukázkou čedičové skalní zdi jsou Jánské kameny na česko-německé hranici u Krompachu v okrese Česká Lípa. Jedná se o viditelný pozůstatek čedičové žíly, která v dobách třetihorní sopečné činnosti vyplnila puklinu ve starších křídových usazeninách a okolní sedimentární horniny byly následně odstraněny erozí. Výška tří zbytků této skalní zdi se pohybuje od 5 do 10 metrů a šířka od 2 do 6 metrů.
Přímo impozantní ukázkou skalní zdi exogenního původu je národní přírodní památka Suché skály na katastrálním území Besedice, části obce Koberovy u Malé Skály v okrese Jablonec nad Nisou. Pokračováním Suchých skal na protilehlém břehu Jizery je Vranovský hřeben. Tyto skalní zdi, tvořené tvrdými křemitými cenomanskými pískovci, byly vyzdviženy tektonickými silami v průběhu lužického zlomu. Další tvary podobného původu lze nalézt například mezi Radoňovicemi a osadou Luhy východně od Hodkovic nad Mohelkou nebo ve východní části Lužických hor u Hrádku nad Nisou, kde má charakter skalní zdi část Vraních skal. Skalní zdi z křemitých nebo železitých pískovců se vyskytují též na různých místech Ralské pahorkatiny - například u Jablonného v Podještědí nebo v okolí Máchova jezera na území Geoparku Ralsko.
Jako skalní zdi lze charakterizovat i křemenné valy, které se nacházejí na úpatí Českého lesa v západních Čechách. Jedná se o křemenné valy v oblasti Bělé nad Radbuzou, Šitboře a Chodova a dále pak o aššský křemenný val, jehož součástí je přírodní památka Goethova skalka u Hazlova.

### Ve světě

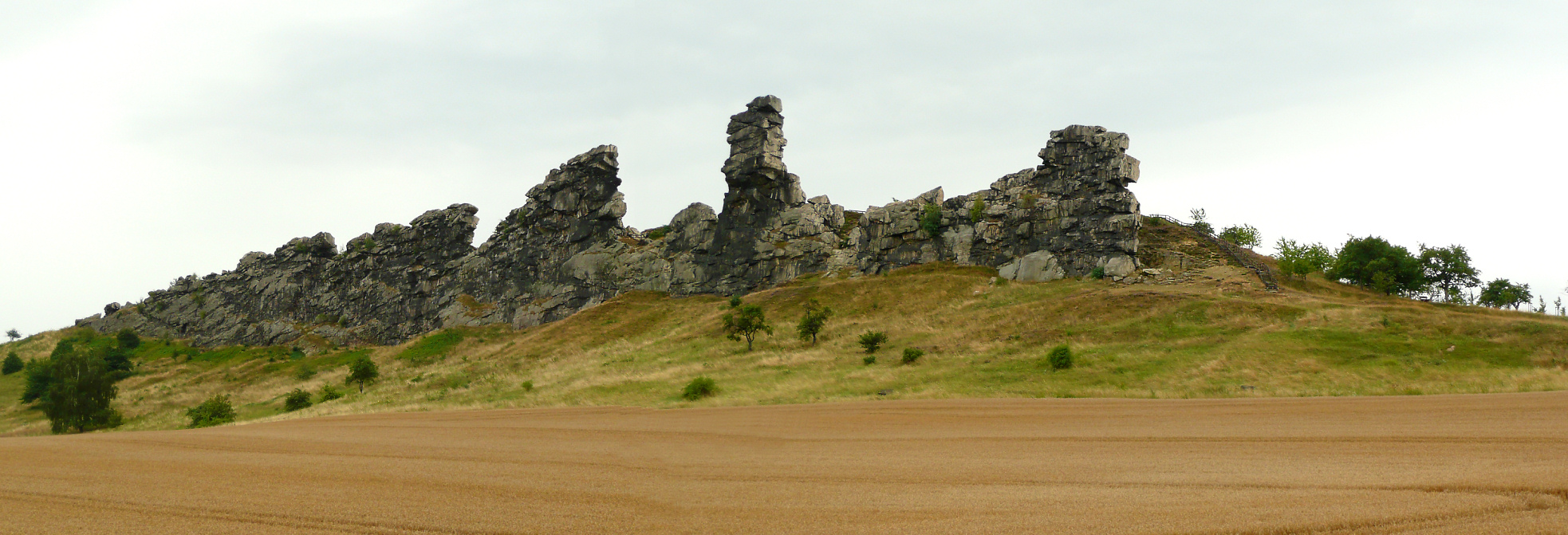
Teufelsmauer v německém Harzu

Působivé skalní zdi jsou známy ze severoamerického kontinentu, například z oblasti Monument Valley, součásti Koloradské plošiny či z dalších lokalit - v jihozápadním Utahu, v Coloradu nebo poblíž Shiprocku, posvátné hory Navahů v Novém Mexiku.
Na území Německa nedaleko českých hranic existuje mohutný bavorský křemenný val. Je dlouhý 150 kilometrů a jeho zdi jsou vysoké až 40 metrů. U města Thale v zemském okrese Harz v Sasko-Anhaltsku se nachází výrazný geomorfologický tvar zvaný Teufelsmauer (v překladu Čertova zeď). Tato skalní zeď, tvořená tvrdými pískovci svrchní křídy, je chráněna již od roku 1852.